# طوابع المفتاح
طوابع المفتاح (بالإنجليزية: Key type stamps) أو الطوابع الأساسية أو المعيارية هي طوابع ذات تصميم موحد، كانت تستخدم على نطاق واسع في الأراضي الاستعمارية في القرنين التاسع عشر والعشرين.

## الأصول
تم اختراع هذه الفكرة من قبل شركة شركة بيركنز وبيكون وشركاه التي استخدمتها لطباعة الطوابع الخاصة بترينيداد (1851)، وباربادوس (1852)، وموريشيوس (1858)، حيث كانت جميعها تتميز بنفس تصميم بريتانيا.

## طوابع اللوحة المفتاحية
تم تطوير الفكرة بواسطة شركة دو لا رو (De La Rue) في عام 1879 عندما تم تقسيم عملية الطباعة إلى جزأين باستخدام لوحة مفتاحية (أو لوحة الرأس) لطباعة الجزء الأكبر من التصميم، ولوحة منفصلة للرسوم تُعرف بلوحة القيمة لطباعة اسم المستعمرة والقيمة. تُعرف هذه الطوابع غالبًا باسم "طوابع اللوحة المفتاحية" (key plate stamps). في حين أن الطوابع ذات التصميم المفتاحي تكون دائمًا بلون واحد نظرًا لأنها تُطبع باستخدام لوحة واحدة، فإن الطوابع ذات اللوحة المفتاحية تُطبع باستخدام لوحتين، مما يتيح إمكانية الطباعة بحبرين مختلفين. وتوفر هذه الطريقة ميزة أن الجزء الأكبر من التصميم يظل نفسه في كل إصدار من سلسلة الطوابع، مع تغيير القيم والأسماء والألوان فقط.
تم استخدام طوابع اللوحة المفاتيحية على نطاق واسع في بريطانيا العظمى وألمانيا وفرنسا وإسبانيا والبرتغال.

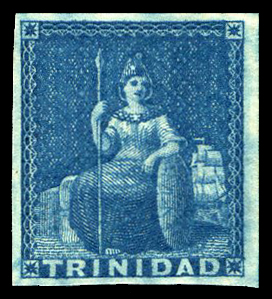
طابع مفتاح لترينيداد غير مستخدم، يُظهر بريطانيا
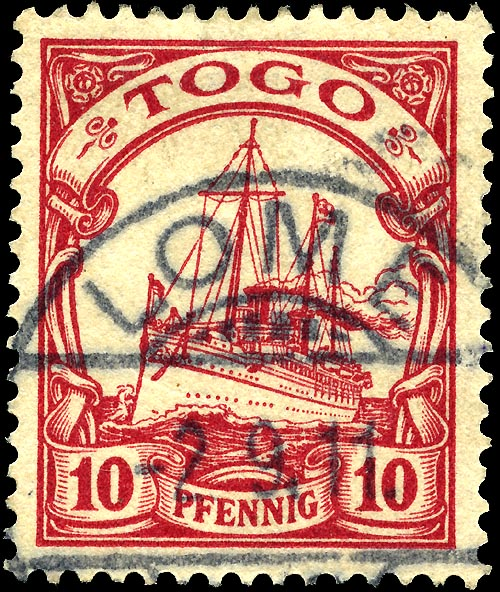
طابع مفتاح ألماني مستعمل لتوجو
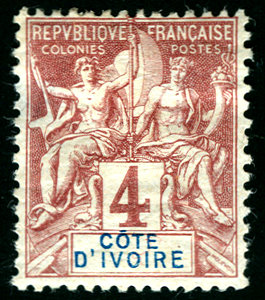
طابع بريدي بقيمة 4 سنتات يعود تاريخه إلى عام 1892 لساحل العاج، من سلسلة المفاتيح (Navigation & Commerce)
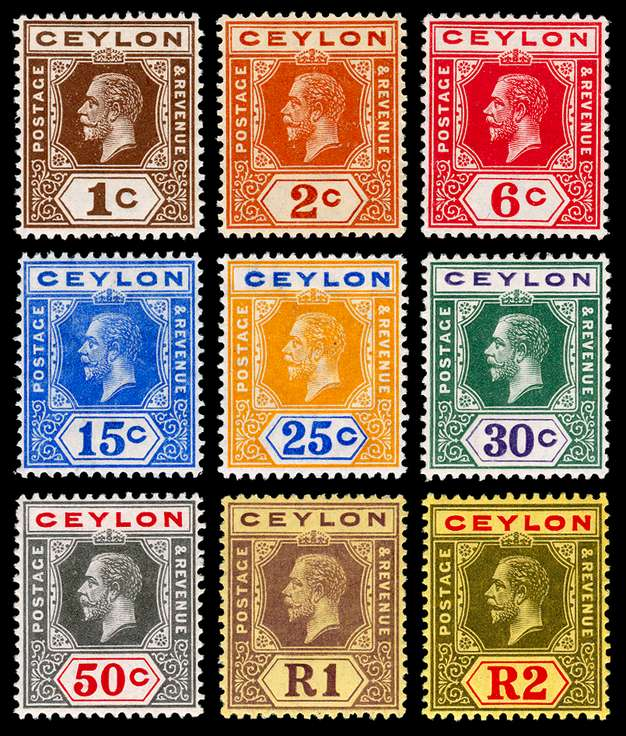
تُجسّد هذه الطوابع البريطانية المخصصة للاستخدام في سيلان (سريلانكا) مثالاً على نهج (key plate).

## طوابع الإيرادات
كانت طريقة اللوحة المفتاحية أيضًا سمة شائعة في طوابع الإيرادات في بورما / ميانمار، وبريطانيا العظمى، والهند، وأيرلندا، ومالطا، وباكستان. احتوت هذه الطوابع على لوحة فارغة في الأسفل، وتم تخصيصها (عن طريق الطباعة الفوقية لتحديد نوع الاستخدام)، مثل: الخدمة القنصلية، ومذكرة العقد، والطابع التوثيقي، والمادة اللاصقة الخاصة، والأسهم والسندات. وكانت مالطا الدولة الوحيدة التي أصدرت أيضًا طوابع غير مخصصة (مع بقاء اللوحة السفلى فارغة).

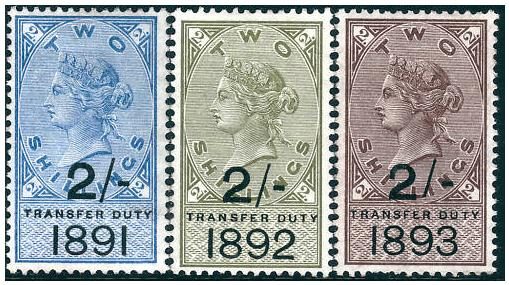
طوابع الإيرادات البريطانية للملكة فيكتوريا 1891-1893، المخصصة لرسوم النقل
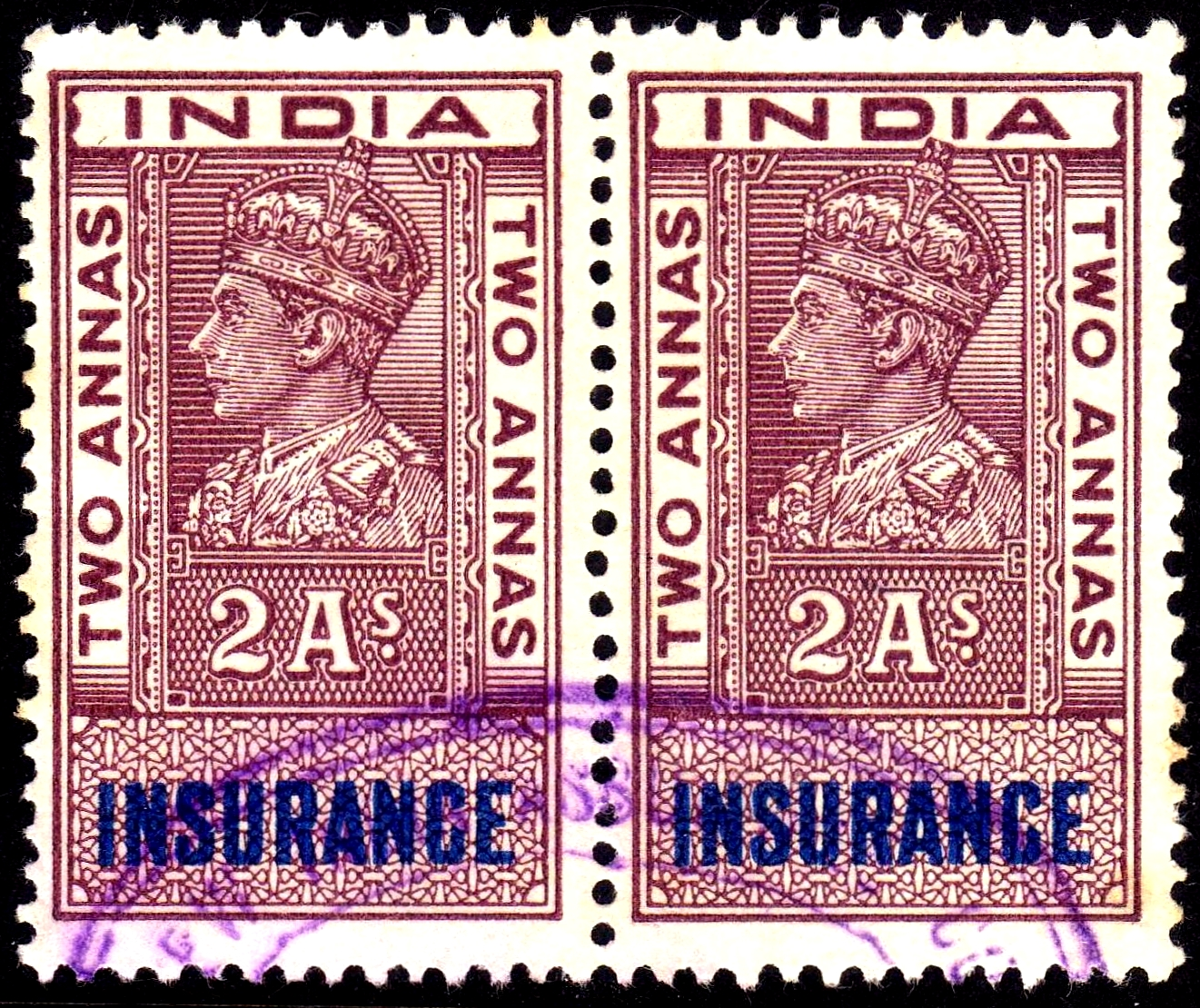
طابع إيرادات الملك جورج السادس الهندي لعام 1937 مخصص للتأمين
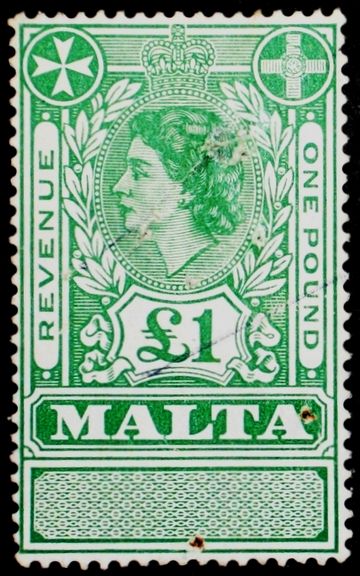
مالطا، طابع إيرادات الملكة إليزابيث الثانية لعام 1954 مع لوحة غير مخصصة في الأسفل

## للاستزادة
- Fernbank, Peter E King George V Key Plates of the Imperium Postage and Revenue Design. Banbury: West Africa Study Circle, 1997. (ردمك 0952568721)
- Lowe, Robson. The De La Rue Key Plates, London: 1979.
- Yendall, Eric. King George VI Large Key Type Revenue and Postage High Value Stamps 1937–1953. London: Royal Philatelic Society, 2008.